# 克丽丝塔·派尔迈科斯基
克丽丝塔·派尔迈科斯基（芬蘭語：Krista Pärmäkoski，1990年12月12日—），娘家姓莱赫滕迈基（Lähteenmäki），生于皮尔坎马区伊卡利宁，是一名芬兰女子越野滑雪运动员。她在12岁时开始练习越野滑雪，当时她在一场比赛中取得好成绩，之后她被邀请到当地的一家俱乐部去参与正式训练。她的丈夫汤米（Tommi）是一名物理治疗师，两人在2014年8月结婚，后来汤米也成了她的教练。